# Prowincja Reggio Emilia
Prowincja Reggio Emilia (wł. Provincia di Reggio Emilia) – prowincja we Włoszech.
Nadrzędną jednostką podziału administracyjnego jest region (tu: Emilia-Romania), a podrzędną jest gmina.
Liczba gmin w prowincji: 45.